# Gislum Herred
Gislum Herred var et herred i Aalborg Amt. Området er i dag delt mellem Vesthimmerlands og Rebild kommuner, begge i Region Nordjylland.
I middelalderen hørte det under Himmersyssel, og fra 1660-1793 var Gislum det eneste herred i Mariager Amt. 
I Gislum Herred lå følgende sogne :
- Alstrup Sogn – Vesthimmerlands Kommune
- Binderup Sogn – Rebild Kommune
- Durup Sogn – Rebild Kommune
- Farsø Sogn – Vesthimmerlands Kommune
- Fovlum Sogn – Vesthimmerlands Kommune
- Gislum Sogn – Vesthimmerlands Kommune
- Grynderup Sogn – Rebild Kommune
- Kongens Tisted Sogn – Rebild Kommune
- Louns Sogn – Vesthimmerlands Kommune
- Rørbæk Sogn – Rebild Kommune
- Stenild Sogn – Rebild Kommune
- Strandby Sogn – Vesthimmerlands Kommune
- Svingelbjerg Sogn – Vesthimmerlands Kommune (fra 1566 til 1976 del af Vesterbølle Sogn, Rinds Herred)
- Ullits Sogn – Vesthimmerlands Kommune
- Vognsild Sogn – Vesthimmerlands Kommune